# Psellidotus inermis
Psellidotus inermis är en tvåvingeart som först beskrevs av Christian Rudolph Wilhelm Wiedemann 1830.  Psellidotus inermis ingår i släktet Psellidotus och familjen vapenflugor. Inga underarter finns listade i Catalogue of Life.